# Teresa Gonzalo
Teresa Gonzalo Lázaro (Madrid, 1977) es una investigadora y científica española especializada en cáncer y SIDA, coautora de dos patentes mundiales, cofundadora de Ambiox Biotech y reconocida por su labor solidaria. Es experta en terapias selectivas que utilizan nanopartículas, para curar enfermedades hepáticas y tumores así como para prevenir el VIH.

## Trayectoria
Gonzalo es licenciada en Farmacia por la Universidad de Alcalá y es doctora en Biomedicina por la Universidad Groningen de Holanda. Más adelante prosiguió sus investigaciones en la Universidad de Santiago de Compostela. Cuenta también con un MBA en Gestión Biotecnológica por el IE Business School en España.
Ha desarrollado un gel de uso tópico vaginal con moléculas poliméricas incorporadas, llamadas dendrímeros, de acción microbicida y antiinflamatoria. Está indicado para evitar que mujeres sanas se contagien de VIH. El mecanismo de actuación de estas nanopartículas consiste en la adhesión a la cápsula del VIH para dificultar su unión a las células a las que intenta atacar, inhibiendo hasta un 80% de la infección.
A raíz de este producto, fundó junto con Francisco Javier de la Mata, Rafael Gómez Ramírez, Mª Ángeles Muñoz Fernández la empresa Ambiox Biotech y obtuvo el Premio TR35 al Innovador Solidario (2011) concedido por el Instituto Tecnológico de Massachusetts (MIT), por haber desarrollado este método de prevención del VIH, que se prevé que tendrá un impacto importante en países con menos recursos donde las mujeres encuentran dificultades para poder utilizar preservativos de manera consensuada.

### Patentes
Es coautora de dos patentes mundiales, que son resultado de la investigación en el proyecto CENIT de la Universidad de Santiago junto con la empresa farmacéutica PharmaMar.
- “Nanocápsulas con cubierta polimérica“ (Nanocapsules with a polymeric cover).[8] Número de patente: P201130015.

- "Uso de nanocápsulas poliméricas en compuestos farmacéuticos" (Polymeric nanocapsules for use in pharmaceutical compositions).[9] Número de patente: EP11382003.9.

## Reconocimientos
- Primer galardón de la Fundación Genoma España.[7]

- Mujer del Año por la revista Scientific Entrepreneurial Woman Today.[2]

## Publicaciones
- «A new potential nano-oncological therapy based on polyamino acid nanocapsules» 2013.[10]
- «Reduction of advanced liver fibrosis by short-term targeted delivery of an angiotensin receptor blocker to hepatic stellate cells in rats», 2009.[11]